# Roerdalen
Roerdalen (uitspraakⓘ, Limburgs: Roerdale) is een gemeente in Nederlands Limburg. De gemeente telt 20.806 inwoners (22 november 2024, bron: CBS) en heeft een oppervlakte van 93,84 km² (waarvan 0,47 km² water). Roerdalen ligt in Midden-Limburg.

## Naam
De gemeente is ten gevolge van gemeentelijke herindeling ontstaan op 1 januari 2007 als samenvoeging van de voormalige gemeente Roerdalen met de gemeente Ambt Montfort. De voormalige gemeenten Roerdalen en Ambt Montfort bestonden van 1991 tot 2007. De voormalige gemeente Roerdalen werd gevormd door de voormalige gemeente Melick en Herkenbosch tezamen met Vlodrop. Oorspronkelijk werd de naam 'Melick en Herkenbosch' behouden, maar in 1993 werd gekozen voor de naam Roerdalen. De naam kan gerelateerd worden aan het riviertje de Roer en aan Kasteel Daelenbroeck.

## Topografie
Topografische gemeentekaart van Roerdalen, per september 2022

## Geschiedenis
Er is in vroeger eeuwen nauwelijks enig historisch verband geweest tussen Melick en Vlodrop. De reden daarvan is, dat Vlodrop behoorde tot het Overkwartier van Gelre en dus Nederlands was. Melick behoorde tot Gulik, en was dus 'Duits'. Melick en Herkenbosch hebben dit Guliks karakter behouden tot in de 18e eeuw, waarna het gebied enige tijd Pruisisch was.

## Natuur
Het Nationaal Park De Meinweg ligt in de gemeente Roerdalen.

## Kernen
De gemeente Roerdalen bestaat uit zes kerkdorpen en acht buurtschappen en gehuchten.

### Dorpen
Aantal inwoners per woonkern op 1 januari 2023:

### Buurtschappen en gehuchten
Aan de Berg, Etsberg, Holst, Lerop, Paarlo, Reutje, Varst, Vlodrop-Station en Zittard.

## Politiek

### Structuur
| Roerdalen        | Roerdalen        | Supranationaal         | Nationaal            | Nationaal            | Provincie            | Waterschap         | Arrondissement               | COROP-Gebied   | Gemeente        |
| ---------------- | ---------------- | ---------------------- | -------------------- | -------------------- | -------------------- | ------------------ | ---------------------------- | -------------- | --------------- |
| Administratief   | Niveau           | Europese Unie          | Nederland            | Nederland            | Limburg              | Limburg            | Limburg                      | Midden-Limburg | Roerdalen       |
| Administratief   | Bestuur          | Europese Commissie     | Nederlandse regering | Nederlandse regering | Gedeputeerde staten  | Dagelijks Bestuur  | Rechtbank Limburg            | -              | College van B&W |
| Administratief   | Raad             | Europees Parlement     | Eerste Kamer         | Tweede Kamer         | Provinciale staten   | Algemeen Bestuur   | Gerechtshof 's-Hertogenbosch | -              | Gemeenteraad    |
| Kiesomschrijving | Kiesomschrijving | Kiesdistrict Nederland | Provincie Limburg    | Kieskring Maastricht | Kieskring Maastricht | Waterschap Limburg | -                            | -              | Roerdalen       |
| Verkiezing       | Verkiezing       | Europese               | Eerstekamer-         | Tweedekamer-         | Provinciale staten-  | Waterschaps-       | -                            | -              | Gemeenteraads-  |

### Gemeenteraad
De gemeenteraad van Roerdalen heeft 19 zetels te verdelen. De verdeling is als volgt:
| Gemeenteraadszetels  | Gemeenteraadszetels | Gemeenteraadszetels | Gemeenteraadszetels | Gemeenteraadszetels | Gemeenteraadszetels |
| Partij               | 2007 *              | 2010                | 2014                | 2018                | 2022                |
| -------------------- | ------------------- | ------------------- | ------------------- | ------------------- | ------------------- |
| Roerstreek Lokaal!   | 7                   | 6                   | 6                   | 6                   | 6                   |
| CDA Roerdalen        | 4                   | 5                   | 6                   | 5                   | 4                   |
| Democraten Roerdalen | -                   | 1                   | 2                   | 3                   | 4                   |
| PvdA-GroenLinks      | -                   | -                   | 1**                 | 2**                 | 3                   |
| ONS Roerdalen        | -                   | -                   | 3                   | 2                   | 2                   |
| VVD Roerdalen        | 1                   | 3                   | 1                   | 1                   | -                   |
| Lijst Nissen         | 4                   | 2                   | -                   | -                   | -                   |
| Jongerenlijst        | 3                   | 2                   | -                   | -                   | -                   |
| Totaal               | 19                  | 19                  | 19                  | 19                  | 19                  |

* In verband met herindeling raadsperiode vanaf 2007

** PvdA Roerdalen

### College van B&W
In 2013 werd tot burgemeester benoemd: Monique de Boer-Beerta (VVD).
2010: Het College van B&W bestond uit burgemeester Ellen Hanselaar-van Loevezijn (CDA) en wethouders Chrit Wolfhagen (CDA), Herman Nijskens (VVD), Jan Teuwen (Lijst Nissen).
2007: Het College van B&W bestond uit burgemeester Ellen Hanselaar-van Loevezijn (CDA) en wethouders Jan Geraedts (Roerstreek Lokaal!), Herman Nijskens (VVD), Jo Reijnders (Jongerenlijst) en Henk van der Linden (Roerstreek Lokaal).
Per 1 juli 2025 zal Jeffrey van Agtmaal (CDA) aantreden als burgemeester. Van Agtmaal was eerder twee termijnen wethouder te Woensdrecht.

## Religie
In de gemeente Roerdalen bevinden zich 6 kerken (gelijk het aantal kerkdorpen), waarvan er een aantal rijksmonument is. De 6 Kerken in de gemeente Roerdalen zijn :
- Sint-Sebastianuskerk in Herkenbosch
- Sint-Andreaskerk in Melick
- Sint-Catharinakerk in Montfort
- Basiliek van de H.H. Wiro, Plechelmus en Otgerus in Sint Odiliënberg
- Sint-Matthiaskerk in Posterholt
- Sint-Martinuskerk in Vlodrop

Andere religieuze gebouwen en relicten in de gemeente Roerdalen zijn :
- Kerkhofkapel op de kerkberg in Melick, vroeger de plaats van de oude Sint-Andreaskerk
- Grafkapel Geradts-Regout op de begraafplaats in Posterholt
- Onze-Lieve-Vrouwekapel in Sint Odiliënberg
- Hagelkruis in Sint Odiliënberg
- Voormalig College St. Ludwig / Kolleg St. Ludwig in Vlodrop-Station
- Sint-Ludwigkapel in Vlodrop-Station

Zie verder de lijst van veldkapellen in Roerdalen.

## Architectuur en monumenten

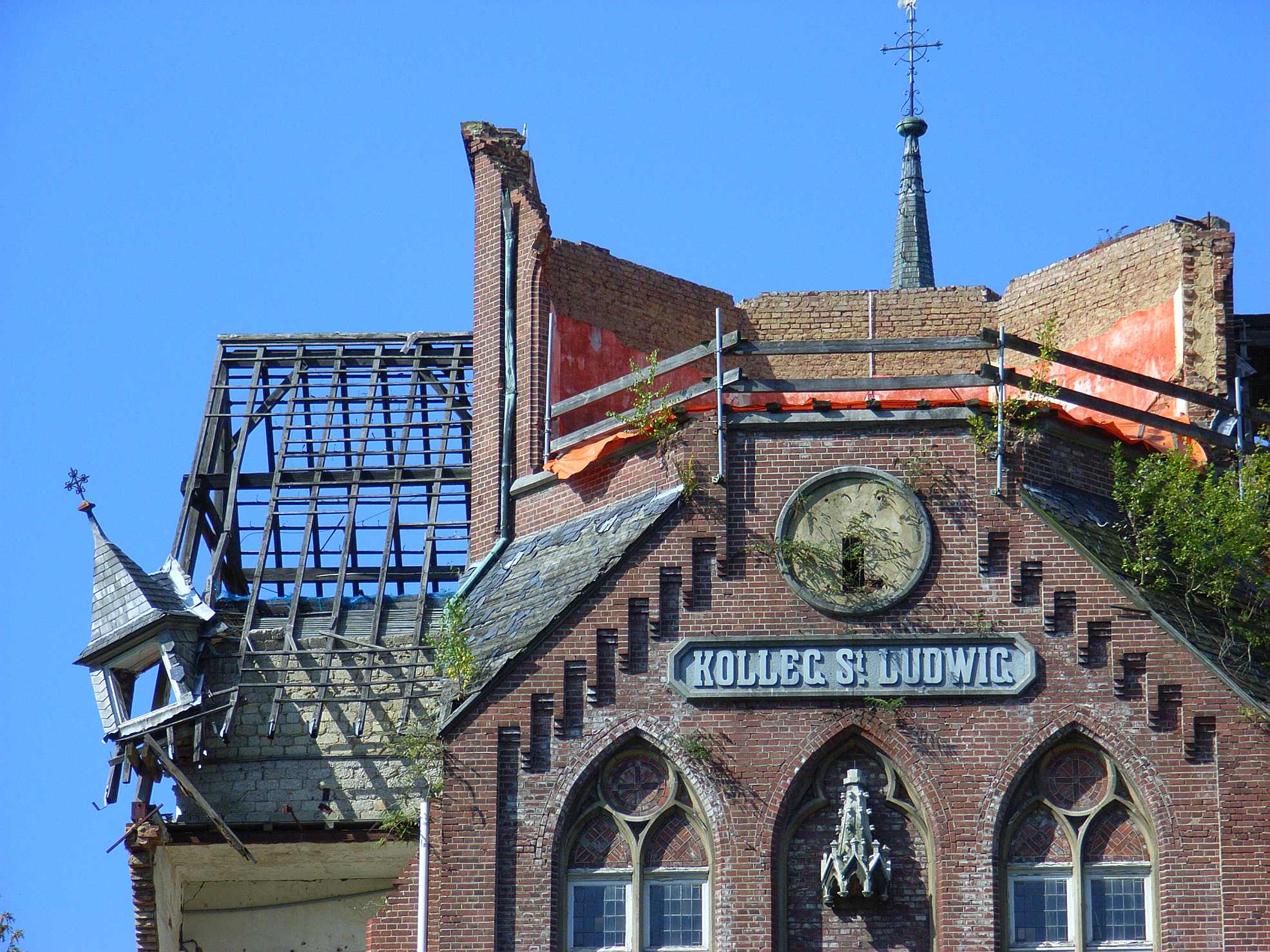
College St. Ludwig

In Sint Odiliënberg bevindt zich de romaanse Basiliek van de H.H. Wiro, Plechelmus en Otgerus uit de 11e eeuw.
Het voormalig College St. Ludwig / Kolleg St. Ludwig in Vlodrop-Station dateert uit 1909.
Zoals in vele Limburgse gemeenten zijn ook in de gemeente Roerdalen één of meerdere kastelen en / of ruïnes te vinden. De belangrijkste zijn : Kasteel Daelenbroeck in Herkenbosch was ooit een zeer imposant kasteel. Nu zijn de gewelven en de bijgebouwen gerestaureerd. Deze hebben een horeca-bestemming gekregen.
In Montfort staat de ruïne Kasteel Montfort zeer verscholen achter een boerderij.

### Monumenten
In de gemeente zijn een aantal rijksmonumenten, gemeentelijke monumenten en oorlogsmonumenten, zie:
- Lijst van rijksmonumenten in Roerdalen
- Lijst van gemeentelijke monumenten in Roerdalen
- Lijst van oorlogsmonumenten in Roerdalen

## Aangrenzende gemeenten
| Aangrenzende gemeenten | Aangrenzende gemeenten | Aangrenzende gemeenten       | Aangrenzende gemeenten | Aangrenzende gemeenten |
| ---------------------- | ---------------------- | ---------------------------- | ---------------------- | ---------------------- |
|                        |                        | Roermond                     |                        | Niederkrüchten (D)     |
|                        |                        |                              |                        |                        |
| Maasgouw               | Wegberg (D)            |                              |                        |                        |
|                        |                        |                              |                        |                        |
| Echt-Susteren          |                        | Heinsberg (D) Waldfeucht (D) |                        | Wassenberg (D)         |